# Calixa Lavallée
Calixa Lavallée, nato Calixte Paquet dit Lavallée (Verchères, 28 dicembre 1842 – Boston, 21 gennaio 1891), è stato un musicista e compositore canadese.
Musicista della banda dell'Union Army durante la guerra di secessione americana, è conosciuto soprattutto per aver composto la musica di O Canada, brano che divenne ufficialmente l'inno nazionale del Canada nel 1967.